# Bűvölet – Az örökség
A Bűvölet – Az örökség (eredeti cím: The Craft: Legacy) 2020-ban bemutatott amerikai horrorfilm, amelyet Zoe Lister-Jones írt és rendezett, az 1996-os Bűvölet folytatásaként. A főbb szerepekben Cailee Spaeny, Gideon Adlon, Lovie Simone és Zoey Luna látható.
Az Amerikai Egyesült Államokban 2020. október 28-án mutatták be VoD formátumban. Magyarországon 2020. október 29-én került a mozikba.

## Cselekmény
Frankie, Tabby és Lourdes varázslattal próbálják megállítani az időt, de ehhez szükségük lenne még egy emberre. Lily Schechner terapeutaként dolgozó édesanyjával, Helennel a városba költözik Helen barátjához, Adamhez és annak három fiához, Jacobhoz, Isaiah-hoz és Abe-hoz. Lily összebarátkozik a három lánnyal, miután telekinetikusan betolja az iskolai zsarnok Timmy Andrewst az öltözőszekrényekbe. A lányok rájönnek, ő a negyedik tag, és felkérik, csatlakozzon a szövetségükhöz. Ennek eredményeként sikerül megállítaniuk az időt.
Hogy bosszút állhassanak Timmyn, a lányok varázslatot szórnak rá, másnap Timmy barátságosan kezd viselkedni. a négy lány tovább kísérletezik varázserejükkel. Amikor Adam értesül az iskolában történt esetről, leszidja Lilyt, de Helen megvédi lányát. Timmy partit rendez, meghívja a lányokat is és bocsánatot kér Lilytől, végül összebarátkoznak. Amikor Timmy Lily otthonában elárulja a lányoknak és Jacobnak, hogy lefeküdt Isaiah-val, Jacob idősebb testvérével, vagyis homoszexuális.
Másnap a reggeli tanórán a lányok tanára elmondja, hogy Timmy az előző este öngyilkos lett. Lily veszélyesnek véli Adamot és megkéri anyját, költözzenek el, de ő nem hajlandó erre. Timmy temetése után Helen bejelenti Lilynek költözési szándékát. Azt is bevallja, tud a lánya telepatikus hatalmáról és arra kéri, adja át neki képességét. Amikor Lily gyanakodni kezd rá, Helen átalakul, és kiderül, mindvégig Adam volt. A férfi elmondja, hogy egy pogány szekta tagjaként a lány varázserejére fáj a foga, majd kiüti Lilyt.
Lily egy erdőben ébred éjjel Adammal, aki bevallja, megölte Timmyt és Lilyt is halálosan megfenyegeti. Közben Timmy lelke felveszi a kapcsolatot a többi lánnyal Ouija táblájukon keresztül. Elmondja nekik, ki ölte meg és figyelmezteti őket, Lily életveszélyben van. Még időben megmentik Lilyt és legyőzik Adamot. Később Helen elviszi Lilyt egy elmegyógyintézetbe az igazi édesanyjához, akiről kiderül, hogy az előző filmben szereplő Nancy Downs.

## Szereplők
| Szerep          | Színész             | Magyar hang      |
| --------------- | ------------------- | ---------------- |
| Lily Schechner  | Cailee Spaeny       | Rudolf Szonja    |
| Frankie         | Gideon Adlon        | Sodró Eliza      |
| Tabby           | Lovie Simone        | Staub Viktória   |
| Lourdes         | Zoey Luna           | Mentes Júlia     |
| Timmy Andrews   | Nicholas Galitzine  | Baráth István    |
| Helen Schechner | Michelle Monaghan   | Németh Borbála   |
| Adam Harrison   | David Duchovny      | Rékasi Károly    |
| Abe Harrison    | Julian Grey         | Kretz Boldizsár  |
| Jacob Harrison  | Charles Vandervaart | Dékány Barnabás  |
| Isaiah Harrison | Donald MacLean Jr.  | Novkov Máté      |
| Nancy Downs     | Fairuza Balk        | Madarász Éva     |
| Jeremy          | Chris Tomassetti    | Bogdán Gergő     |
| Mr. Bly         | James Madge         | Galbenisz Tomasz |

## A film készítése

### Előkészületek
2019 márciusban bejelentették, Zoe Lister-Jones lesz a film rendezője és forgatókönyvírója. Jason Blum lett a producer Blumhouse Productions nevű cégén keresztül. Az előző film rendezője, Andrew Fleming vezető produceri feladatkört vállalt.

### Szereplőválogatás
2019 júniusában Cailee Spaeny csatlakozott a filmhez. 2019 szeptemberében Gideon Adlon, Lovie Simone és Zoey Luna is a szereplőgárda tagjai lettek. 2019 októberében Nicholas Galitzine, David Duchovny, Julian Gray és Michelle Monaghan, 2019 novemberében Donald MacLean Jr. csatlakozott új szereplőként a készülő filmhez.

### Forgatás
A forgatás 2019 októberében kezdődött.  A torontói forgatáson Zoe Lister-Jones egy helyszíni interjúban elmondta, a Bűvölet folytatásának „... középpontjában a fiatalok, fiatal nők és crossdresserek állnak...”

### Zene
A film eredeti zenéjét Heather Christian komponálta. A Madison Gate Records adta ki digitálisan 2020. október 28-án.

## Fordítás
- Ez a szócikk részben vagy egészben  a   The Craft: Legacy című angol Wikipédia-szócikk ezen változatának fordításán alapul.  Az eredeti cikk szerkesztőit annak laptörténete sorolja fel. Ez a jelzés csupán a megfogalmazás eredetét és a szerzői jogokat jelzi, nem szolgál a cikkben szereplő információk forrásmegjelöléseként.